# Río Yanama
Der Río Yanama ist ein 23,5 km langer rechter Nebenfluss des Río Apurímac in der Provinz La Convención in der Region Cusco in Zentral-Peru.

## Flusslauf
Der Río Yanama wird von einem Gletscher an der Südflanke des Bergmassivs des Nevado Sacsarayoc in der Cordillera Vilcabamba gespeist. Das Quellgebiet liegt auf einer Höhe von etwa 4280 m. Der Río Yanama fließt anfangs 15 km nach Westen. Anschließend biegt er nach Süden ab und mündet knapp 3 km westlich der archäologischen Fundstätte Choquequirao auf einer Höhe von etwa 1400 m in den nach Westen strömenden Río Apurímac.

## Einzugsgebiet
Der Río Yanama entwässert an der Südflanke der Cordillera Vilcabamba ein Areal von etwa 270 km². Das Einzugsgebiet erstreckt sich über den Südwesten des Distrikts Santa Teresa und liegt innerhalb des regionalen Schutzgebietes Choquequirao. Das Einzugsgebiet grenzt im Westen an das des Río Arma, im Norden an das des Río Vilcabamba, im Nordosten an das des Río Sacsara sowie im Osten an das des Río Santa Teresa.